# Bernard Faivre d'Arcier
Pour les articles homonymes, voir Faivre et Faivre d'Arcier.
Bernard Faivre d'Arcier, né le 12 juillet 1944, à Albertville, est un administrateur civil français. Ancien directeur du théâtre et des spectacles du ministère de la Culture et du Festival d'Avignon, il est vice-président des Biennales de Lyon.

## Famille
La famille Faivre d'Arcier fait partie des familles d'ancienne bourgeoisie franc-comtoise. En 1770, Antoine Faivre, seigneur d'Arcier, était bourgeois de Besançon.

## Biographie
Ancien élève du lycée Saint-Marc de Lyon, Bernard Faivre d'Arcier est licencié ès-lettres, diplômé des HEC et de l'Institut d’études politiques de Paris. Il intègre l’École nationale d'administration. Sorti administrateur civil en 1972, il choisit le ministère de la Culture.
En 1980, il devient directeur du Festival d'Avignon, fonction qu'il occupe jusqu'en 1984.
Conseiller culturel du premier ministre Laurent Fabius (1984-1985), il crée en 1986 et préside la Sept, pôle français de la chaîne Arte. 
Durant la première cohabitation, entre 1987 et 1988, il rejoint l'UNESCO comme consultant.
En 1989, il organise les manifestations célébrant le bicentenaire de l’Assemblée nationale. Puis, il devient directeur du Théâtre et des spectacles de 1989 à 1992. De 1993 à 2003, il est de nouveau directeur du Festival d’Avignon, directeur du Centre national du Théâtre (1993-1998) et commissaire pour la Saison hongroise 2001 en France.
Depuis 2005, Bernard Faivre d'Arcier a conduit la mission pour la candidature de Nice Capitale européenne de la culture en 2013. Il a été également vice-président du conseil d'administration du Théâtre de la Ville à Paris. Il est membre du Comité d'Histoire du ministère de la Culture et de la communication, et du Comité consultatif des programmes d'ARTE.
Il fut conseiller artistique du festival Automne en Normandie, jusqu'en 2012. 
Il a été président des Biennales de Lyon de 2004 à 2018, Président de l'EPCC « Metz-en-Scènes » de 2009 à 2015 qui regroupe notamment la prestigieuse salle de l'Arsenal de Metz. Il est Président de la Compagnie Carolyn Carlson Paris, président du Domaine et Chateau de Chaumont-sur-Loire, président de la Scène nationale les « Gémeaux » à Sceaux.
Il est consultant culturel, au titre de BFA-Conseil.
Il est l'un des principaux initiateurs du label Capitale française de la culture.

## Décorations
- Commandeur de l'ordre national du Mérite  Il est promu commandeur par décret du 14 novembre 2016[2]. Il était officier du 16 juillet 1999.
- Officier de la Légion d'honneur
- Commandeur de l'ordre des Arts et des Lettres